# Falciano del Massico
Falciano del Massico är en ort och kommun i provinsen Caserta i regionen Kampanien i Italien. Kommunen hade 3 621 invånare (2017).